# 앙주

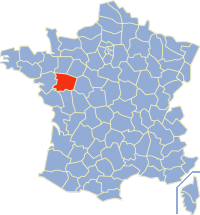
앙주의 위치

앙주(Anjou)는 프랑스의 프로뱅스로, 현재의 데파르트망 멘에루아르주에 속한다. 남쪽과 동쪽 일부가 잘려나가긴 했지만 현재 대부분이 그대로 남아있다. 수도는 앙제이며, 앙주라는 이름은 갈리아의 안데카비족에서 왔다.
중세 시대에 자작령이 설치되었으며 나중에 공국으로 격상되었다. 앙주는 루아르강 북쪽의 고지 앙주와 남쪽의 저지 앙주로 나뉜다. 고지 앙주는 다음과 같은 지역으로 구성되어 있다.
- 사르트 동쪽의 보주아
  - 보제
  - 세앙
- 사르트 서쪽의 스그레앵
  - 부에르
  - 크라오네

저지 앙주는 다음과 같은 지역으로 구성되어 있다.
- 레이옹 동쪽의 소뮈루아
  - 부르
  - 보
- 모주

## 같이 보기
- 앙주 왕가(House of Anjou)
- 몽소로 성
- 몽소로